# ボンディア (小惑星)
ボンディア (767 Bondia) は小惑星帯にある小惑星。ジョエル・ヘイスティングス・メトカーフがハイデルベルクのケーニッヒシュトゥール天文台で発見した。
アメリカの天文学者ウィリアム・クランチ・ボンド、またはその息子でやはり天文学者のジョージ・フィリップス・ボンドに因んで名付けられた。